# Persone di nome Peter
| Questa pagina contiene informazioni ricavate automaticamente dalle voci biografiche con l'ausilio del template Bio e di un bot. L'aggiornamento è periodico e automatico e ricostruisce completamente la pagina. Se manca una persona in questa lista, sei pregato di non aggiungerla, ma accertati piuttosto che la sua voce biografica contenga il template Bio e che i dati anagrafici siano correttamente compilati. Se il template Bio manca, inseriscilo tu stesso o, in alternativa, metti l'avviso {{tmp\|Bio}} che ne segnala la mancanza. Se i dati riportati sono sbagliati, correggi direttamente la voce biografica; le modifiche saranno visibili in questa lista entro pochi giorni. Per chiarimenti vedi il progetto antroponimi. La lista contiene solo le 1.615 persone che sono citate nell'enciclopedia e per le quali è stato implementato correttamente il template Bio. Pagina aggiornata al 6 ago 2025. |

Questa è una lista di persone presenti nell'enciclopedia che hanno il nome Peter, suddivise per attività principale.

## Agenti segreti(2)
- Peter Malkin, agente segreto israeliano (Żółkiewka, n. 1927 - New York, † 2005)
- Peter Tompkins, agente segreto, saggista e scrittore statunitense (Athens, n. 1919 - Shepherdstown, † 2007)

## Allenatori di calcio a 5(1)
- Peter Kozár, allenatore di calcio a 5 e ex giocatore di calcio a 5 slovacco (Košice, n. 1986)

## Allenatori di football americano(1)
- Pete Carroll, allenatore di football americano statunitense (San Francisco, n. 1951)

## Allenatori di hockey su ghiaccio(4)
- Peter Andersson, allenatore di hockey su ghiaccio e ex hockeista su ghiaccio svedese (Örebro, n. 1965)
- Peter DeBoer, allenatore di hockey su ghiaccio e ex hockeista su ghiaccio canadese (Windsor, n. 1968)
- Peter MacArthur, allenatore di hockey su ghiaccio e ex hockeista su ghiaccio statunitense (Clifton Park, n. 1985)
- Peter Mahovlich, allenatore di hockey su ghiaccio, ex hockeista su ghiaccio e dirigente sportivo canadese (Timmins, n. 1946)

## Allenatori di pallacanestro(3)
- P.J. Carlesimo, allenatore di pallacanestro statunitense (Scranton, n. 1949)
- Peter Ennis, allenatore di pallacanestro canadese (Greater Sudbury, n. 1946 - Greater Sudbury, † 1997)
- Pete Newell, allenatore di pallacanestro e dirigente sportivo canadese (Vancouver, n. 1915 - Rancho Santa Fe, † 2008)

## Allenatori di pallavolo(1)
- Peter Blangé, allenatore di pallavolo e ex pallavolista olandese (Voorburg, n. 1964)

## Allenatori di sci alpino(4)
- Peter Dürr, allenatore di sci alpino, ex surfista e ex sciatore alpino tedesco (Monaco di Baviera, n. 1960)
- Peter Fill, allenatore di sci alpino e ex sciatore alpino italiano (Bressanone, n. 1982)
- Peter Pen, allenatore di sci alpino e ex sciatore alpino sloveno (Maribor, n. 1972)
- Peter Roth, allenatore di sci alpino e ex sciatore alpino tedesco (Berchtesgaden, n. 1961)

## Allenatori di tennis(1)
- Peter Luczak, allenatore di tennis e ex tennista polacco (Varsavia, n. 1979)

## Alpinisti(5)
- Peter Aschenbrenner, alpinista austriaco (Ebbs, n. 1902 - Kufstein, † 1998)
- Peter Aufschnaiter, alpinista e agronomo austriaco (Kitzbühel, n. 1899 - Innsbruck, † 1973)
- Peter Dangl, alpinista austriaca (Pfunds, n. 1844 - Solda, † 1908)
- Peter Habeler, alpinista austriaco (Mayrhofen, n. 1942)
- Peter Müllritter, alpinista, fotografo e regista austriaco (Grabenstätt, n. 1906 - Nanga Parbat, † 1937)

## Ammiragli(3)
- Peter Rainier, ammiraglio e politico britannico (Inghilterra, n. 1741 - Westminster, † 1808)
- Peter Tordenskjold, ammiraglio norvegese (Trondheim, n. 1690 - Hildesheim, † 1720)
- Peter Warren, ammiraglio e politico irlandese (Warrenstown, n. 1703 - Dublino, † 1752)

## Animatori(1)
- Peter Browngardt, animatore e doppiatore statunitense (Sag Harbor, n. 1979)

## Arbitri di calcio(7)
- Peter Fröjdfeldt, ex arbitro di calcio svedese (Eskilstuna, n. 1963)
- Peter Gagelmann, ex arbitro di calcio tedesco (Brema, n. 1968)
- Peter Kjærsgaard-Andersen, arbitro di calcio danese (Copenaghen, n. 1984)
- Peter Mikkelsen, arbitro di calcio danese (Copenaghen, n. 1960 - † 2019)
- Peter O'Leary, ex arbitro di calcio neozelandese (Wellington, n. 1972)
- Peter Rasmussen, arbitro di calcio danese (Odense, n. 1975)
- Peter Sippel, ex arbitro di calcio tedesco (n. 1969)

## Archeologi(2)
- Peter Oluf Brøndsted, archeologo danese (Fruering, n. 1780 - Copenaghen, † 1842)
- Peter Glob, archeologo danese (Kalundborg, n. 1911 - † 1985)

## Architetti(11)
- Peter Behrens, architetto e designer tedesco (Amburgo, n. 1868 - Berlino, † 1940)
- Peter Celsing, architetto svedese (Stoccolma, n. 1920 - Stoccolma, † 1974)
- Peter Chermayeff, architetto statunitense (Londra, n. 1936)
- Peter Cook, architetto inglese (Southend-on-Sea, n. 1936)
- Peter Eisenman, architetto statunitense (Newark, n. 1932)
- Peter Harrison, architetto britannico (York, n. 1716 - New Haven, † 1775)
- Peter Joseph Krahe, architetto tedesco (Mannheim, n. 1758 - Braunschweig, † 1840)
- Peter Parler, architetto tedesco (Schwäbisch Gmünd - Praga, † 1399)
- Peter von Pusica, architetto austriaco (dintorni di Lublino, n. 1400 - Wiener Neustadt, † 1475)
- Peter Vetsch, architetto svizzero (Sax, n. 1943)
- Peter Zumthor, architetto e restauratore svizzero (Basilea, n. 1943)

## Architetti del paesaggio(1)
- Peter Joseph Lenné, architetto del paesaggio tedesco (Bonn, n. 1789 - Potsdam, † 1866)

## Arcivescovi anglicani(1)
- Peter Hollingworth, arcivescovo anglicano e politico australiano (Adelaide, n. 1935)

## Arcivescovi cattolici(14)
- Peter von Aspelt, arcivescovo cattolico e medico lussemburghese (Aspelt - Magonza, † 1320)
- Peter Liu Cheng-chung, arcivescovo cattolico taiwanese (Hushuei, n. 1951)
- Peter Loy Chong, arcivescovo cattolico figiano (Namata, n. 1961)
- Peter Chung Soon-taek, arcivescovo cattolico sudcoreano (Daegu, n. 1961)
- Peter Andrew Comensoli, arcivescovo cattolico australiano (Bulli, n. 1964)
- Peter Leo Gerety, arcivescovo cattolico statunitense (Shelton, n. 1912 - Totowa, † 2016)
- Peter Joseph Hundt, arcivescovo cattolico canadese (Hanover, n. 1956)
- Peter Richard Kenrick, arcivescovo cattolico irlandese (Dublino, n. 1806 - Saint Louis, † 1896)
- Peter Machado, arcivescovo cattolico indiano (Honavar, n. 1954)
- Peter Michiaki Nakamura, arcivescovo cattolico giapponese (Saikai, n. 1962)
- Peter Takeo Okada, arcivescovo cattolico giapponese (Ichikawa, n. 1941 - Tokyo, † 2020)
- Peter David Gregory Smith, arcivescovo cattolico britannico (Londra, n. 1943 - Londra, † 2020)
- Peter Bryan Wells, arcivescovo cattolico e diplomatico statunitense (Tulsa, n. 1963)
- Peter Zurbriggen, arcivescovo cattolico svizzero (Briga, n. 1943 - Briga, † 2022)

## Armatori(1)
- Peter Denny, armatore scozzese (Dumbarton, n. 1821 - Dumbarton, † 1895)

## Artigiani(1)
- Peter Mitterhofer, artigiano austriaco (Parcines, n. 1822 - Parcines, † 1893)

## Artisti(8)
- Peter Blake, artista inglese (Dartford, n. 1932)
- Peter Campus, artista statunitense (New York, n. 1937)
- Peter Downsbrough, artista statunitense (New Brunswick, n. 1940 - Bruxelles, † 2024)
- Peter Kien, artista e poeta cecoslovacco (Varnsdorf, n. 1919 - Auschwitz, † 1944)
- Peter Lowe, artista britannico (Londra, n. 1938 - † 2012)
- Peter Phillips, artista britannico (Birmingham, n. 1939 - † 2025)
- Peter Schmidt, artista, pittore e insegnante tedesco (Berlino, n. 1931 - La Gomera, † 1980)
- Peter Stampfli, artista svizzero (Deisswil bei Münchenbuchsee, n. 1937)

## Astrofisici(1)
- Peter Sturrock, astrofisico britannico (Stifford, n. 1924 - † 2024)

## Astronauti(1)
- Peter Wisoff, ex astronauta e fisico statunitense (Norfolk, n. 1958)

## Astronomi(11)
- Peter Birtwhistle, astronomo britannico (n. 1958)
- Peter De Cat, astronomo belga (Lovanio, n. 1974)
- Peter Andreas Hansen, astronomo danese (Tønder, n. 1795 - Gotha, † 1874)
- Peter Jekabsons, astronomo e pittore australiano (n. 1943 - † 1990)
- Peter Kocher, astronomo svizzero (n. 1939 - † 2025)
- Peter Kolény, astronomo slovacco
- Peter Kušnirák, astronomo slovacco (Piešťany, n. 1974)
- Peter B. Lake, astronomo australiano
- Peter Brailey Stetson, astronomo canadese (n. 1952)
- Peter D. Wilder, astronomo statunitense
- Peter Francis Williams, astronomo australiano

## Atleti paralimpici(1)
- Peter Haber, ex atleta paralimpico tedesco (n. 1967)

## Attivisti(6)
- Peter Benenson, attivista, avvocato e filantropo britannico (Londra, n. 1921 - Oxford, † 2005)
- Peter T. Brown, attivista britannico (Oxford)
- Peter Camejo, attivista e politico statunitense (New York, n. 1939 - Folsom, † 2008)
- Peter Kassig, attivista e militare statunitense (Indianapolis, n. 1988 - al-Raqqa, † 2014)
- Peter Maurin, attivista francese (Bordeaux, n. 1877 - Marlborough, † 1949)
- Peter Tatchell, attivista australiano (Melbourne, n. 1952)

## Attori pornografici(1)
- Peter North, ex attore pornografico canadese (Halifax, n. 1957)

## Autori di giochi(1)
- Peter Adkison, autore di giochi statunitense

## Autori di videogiochi(2)
- Peter Liepa, autore di videogiochi canadese (Toronto, n. 1953)
- Peter Molyneux, autore di videogiochi britannico (Guildford, n. 1959)

## Autori televisivi(1)
- Peter Barsocchini, autore televisivo e produttore televisivo statunitense (San Francisco, n. 1952)

## Aviatori(1)
- Peter Carpenter, aviatore britannico (Cardiff, n. 1891 - Golders Green, † 1971)

## Avventurieri(1)
- Peter Carew, avventuriero, militare e politico britannico (Luppitt, n. 1514 - Ross, † 1575)

## Avvocati(4)
- Peter Calvocoressi, avvocato, politico e storico inglese (Karachi, n. 1912 - † 2010)
- Peter H. Ruvolo, avvocato e politico statunitense (Alcamo, n. 1895 - Brooklyn, † 1943)
- Peter MacKay, avvocato e politico canadese (New Glasgow, n. 1965)
- Peter Ochs, avvocato e politico svizzero (Nantes, n. 1752 - Basilea, † 1821)

## Baritoni(3)
- Peter Coleman-Wright, baritono australiano (Geelong, n. 1958)
- Peter Glossop, baritono inglese (Sheffield, n. 1928 - Rousdon, † 2008)
- Peter Mattei, baritono svedese (Piteå, n. 1965)

## Bassisti(11)
- Peter Baltes, bassista tedesco (Solingen, n. 1958)
- Peter Giles, bassista e cantante britannico (Bournemouth, n. 1944)
- Peter Hook, bassista e cantante britannico (Salford, n. 1956)
- Peter London, bassista svedese (Svezia, n. 1982)
- Peter Mosely, bassista e tastierista statunitense (n. 1980)
- Peter Olsson, bassista svedese (Danderyd, n. 1961)
- Pete Quaife, bassista britannico (Tavistock, n. 1943 - † 2010)
- Pete Trewavas, bassista britannico (Middlesbrough, n. 1959)
- Peter Wagner, bassista e cantante tedesco (Herne, n. 1964)
- Pete Way, bassista britannico (Enfield, n. 1951 - † 2020)
- Pete Wright, bassista britannico

## Batteristi(8)
- Ginger Baker, batterista britannico (Londra, n. 1939 - Canterbury, † 2019)
- Budgie, batterista e percussionista britannico (St. Helens, n. 1957)
- Peter Erskine, batterista statunitense (Somers Point, n. 1954)
- Pete Finestone, batterista statunitense (Los Angeles, n. 1964)
- Pete Kircher, batterista e percussionista inglese (Folkestone, n. 1945)
- Pete Phipps, batterista e cantante britannico (Clapham, n. 1951)
- Peter Salisbury, batterista inglese (Bath, n. 1971)
- Peter Wildoer, batterista svedese (Glumslöv, n. 1974)

## Biatleti(2)
- Peter Angerer, ex biatleta tedesco occidentale (Siegsdorf, n. 1959)
- Peter Sendel, biatleta tedesco (Ilmenau, n. 1972)

## Biblisti(2)
- Peter H. Davids, biblista e presbitero statunitense (Syracuse, n. 1947)
- Peter T. O'Brian, biblista e presbitero australiano (n. 1935)

## Biochimici(1)
- Peter Dennis Mitchell, biochimico britannico (Mitcham, n. 1920 - Bodmin, † 1992)

## Biologi(5)
- Peter Agre, biologo statunitense (Northfield, n. 1949)
- Peter Raymond Grant, biologo e zoologo inglese (Londra, n. 1936)
- Peter Jackson, biologo, scrittore e fotografo britannico (Londra, n. 1926 - Londra, † 2016)
- Peter Medawar, biologo e zoologo britannico (Petrópolis, n. 1915 - Londra, † 1987)
- Peter Simon Pallas, biologo, zoologo e botanico tedesco (Berlino, n. 1741 - Berlino, † 1811)

## Bobbisti(3)
- Peter Kienast, bobbista e skeletonista austriaco (Ellbögen, n. 1949 - † 1991)
- Peter Schärer, ex bobbista svizzero
- Peter Utzschneider, ex bobbista tedesco (Murnau am Staffelsee, n. 1946)

## Botanici(3)
- Peter Jonas Bergius, botanico svedese (Vittaryd, n. 1730 - Stoccolma, † 1790)
- Peter Collinson, botanico inglese (Londra, n. 1694 - Londra, † 1768)
- Peter Henry Weston, botanico australiano (n. 1956)

## Briganti(1)
- Pietro Bangher, brigante italiano (Levico Terme, n. 1850)

## Canoisti(6)
- Peter Bischof, ex canoista tedesco (Forst, n. 1954)
- Peter Foster, ex canoista australiano (n. 1960)
- Peter Hochschorner, canoista slovacco (Bratislava, n. 1979)
- Peter Kauzer, canoista sloveno (Trbovlje, n. 1983)
- Peter Kretschmer, canoista tedesco (Schwerin, n. 1992)
- Peter Škantár, canoista slovacco (Kežmarok, n. 1982)

## Canottieri(11)
- Peter Antonie, canottiere australiano (Melbourne, n. 1958)
- Peter Beaumont, ex canottiere britannico (Birmingham, n. 1965)
- Peter Berger, ex canottiere tedesco (Costanza, n. 1949)
- Peter Christiansen, ex canottiere danese (Frederiksberg, n. 1941)
- Peter Cipollone, ex canottiere statunitense (Marietta, n. 1971)
- Peter Hoeltzenbein, ex canottiere tedesco (Münster, n. 1971)
- Richard Olsen, canottiere danese (Sorø, n. 1911 - Sorø, † 1956)
- Peter Reed, canottiere britannico (Seattle, n. 1981)
- Peter van Schie, canottiere olandese (Leida, n. 1988)
- Peter Taylor, canottiere neozelandese (Lower Hutt, n. 1984)
- Peter Wiersum, canottiere olandese (Sutton Coldfield, n. 1984)

## Cantanti(28)
- Marc Almond, cantante britannico (Southport, n. 1957)
- DQ, cantante danese (Næstved, n. 1973)
- Peter Andre, cantante e personaggio televisivo britannico (Londra, n. 1973)
- Peter Asher, cantante, chitarrista e produttore discografico britannico (Londra, n. 1944)
- Peter Beil, cantante, compositore e trombettista tedesco (Amburgo, n. 1937 - Amburgo, † 2007)
- DJ BoBo, cantante, compositore e ballerino svizzero (Kölliken, n. 1968)
- Biff Byford, cantante britannico (Kirklees, n. 1951)
- Peter Cetera, cantante e bassista statunitense (Chicago, n. 1944)
- Peter Cunnah, cantante britannico (Derry, n. 1966)
- Peter Frampton, cantante, musicista e polistrumentista britannico (Londra, n. 1950)
- Peter Furler, cantante australiano (McLaren Vale, n. 1966)
- Peter Gabriel, cantante, compositore e produttore discografico britannico (Chobham, n. 1950)
- Peter Garrett, cantante, attivista e politico australiano (Sydney, n. 1953)
- Peter Goalby, cantante britannico (Wolverhampton, n. 1950)
- Pete Ham, cantante, compositore e chitarrista britannico (Swansea, n. 1947 - Surrey, † 1975)
- Peter Heppner, cantante tedesco (Amburgo, n. 1967)
- Peter Hollens, cantante statunitense (Ashland, n. 1982)
- Peter Kraus, cantante, attore e chitarrista austriaco (Monaco di Baviera, n. 1939)
- Peter Laughner, cantante, chitarrista e compositore statunitense (Cleveland, n. 1952 - † 1977)
- Pete Loeffler, cantante e chitarrista statunitense (Grayslake, n. 1976)
- Peter Maffay, cantante, compositore e attore rumeno (Brașov, n. 1949)
- Peter Murphy, cantante britannico (Northampton, n. 1957)
- Peter Steele, cantante e bassista statunitense (New York, n. 1962 - Scranton, † 2010)
- Peter Tevis, cantante e paroliere statunitense (Santa Barbara, n. 1937 - Mercer Island, † 2006)
- Peter Tägtgren, cantante, chitarrista e produttore discografico svedese (Grangärde, n. 1970)
- Peter Wentz, cantante, polistrumentista e attore statunitense (Wilmette, n. 1979)
- Peter Wolf, cantante statunitense (New York, n. 1946)
- Peter Yarrow, cantante, chitarrista e attivista statunitense (New York, n. 1938 - New York, † 2025)

## Cantautori(13)
- Peter Allen, cantautore e pianista australiano (Tenterfield, n. 1944 - San Diego, † 1992)
- Peter Case, cantautore statunitense (Buffalo, n. 1954)
- Peter Cincotti, cantautore e pianista statunitense (New York, n. 1983)
- Pete Doherty, cantautore e musicista inglese (Hexham, n. 1979)
- Peter Hammill, cantautore, tastierista e polistrumentista britannico (Ealing, n. 1948)
- Bruno Mars, cantautore e produttore discografico statunitense (Honolulu, n. 1985)
- Peter Kingsbery, cantautore statunitense (Phoenix, n. 1952)
- Peter Koelewijn, cantautore e produttore discografico olandese (Eindhoven, n. 1940)
- Peter La Farge, cantautore e musicista statunitense (New York, n. 1931 - New York, † 1965)
- Pete Murray, cantautore australiano (Brisbane, n. 1969)
- Peter Sarstedt, cantautore britannico (Delhi, n. 1941 - Sussex, † 2017)
- Pete Seeger, cantautore e compositore statunitense (New York, n. 1919 - New York, † 2014)
- Peter Tork, cantautore, polistrumentista e attore statunitense (Washington, n. 1942 - Mansfield, † 2019)

## Cardinali(7)
- Peter Poreku Dery, cardinale e arcivescovo cattolico ghanese (Ko, n. 1918 - Tamale, † 2008)
- Peter Tatsuo Doi, cardinale e arcivescovo cattolico giapponese (Sendai, n. 1892 - Tokyo, † 1970)
- Peter Thomas McKeefry, cardinale neozelandese (Greymouth, n. 1899 - Wellington, † 1973)
- Peter Ebere Okpaleke, cardinale e vescovo cattolico nigeriano (Amesi, n. 1963)
- Peter von Schaumberg, cardinale tedesco (Mitwitz, n. 1388 - Dillingen an der Donau, † 1469)
- Peter Seiichi Shirayanagi, cardinale e arcivescovo cattolico giapponese (Hachiōji, n. 1928 - Tokyo, † 2009)
- Peter Turkson, cardinale e arcivescovo cattolico ghanese (Wassaw Nsuta, n. 1948)

## Cartografi(2)
- Peter Anich, cartografo austriaco (Oberperfuss, n. 1723 - Oberperfuss, † 1766)
- Peter Perez Burdett, cartografo e artista inglese (Eastwood, n. 1734 - Karlsruhe, † 1793)

## Cavalieri(1)
- Peter Thomsen, cavaliere tedesco (Flensburgo, n. 1961)

## Ceramisti(1)
- Peter Eggebrecht, ceramista tedesco (Berlinchen, n. 1680 - Dresda, † 1738)

## Cestisti(39)
- Peter Ali, ex cestista australiano (Adelaide, n. 1956)
- Peter Aluma, cestista nigeriano (Lagos, n. 1973 - † 2020)
- Pete Brennan, cestista statunitense (Brooklyn, n. 1936 - Durham, † 2012)
- Peter Byrne, ex cestista australiano (Melbourne, n. 1948)
- Pete Carril, cestista e allenatore di pallacanestro statunitense (Bethlehem, n. 1930 - Filadelfia, † 2022)
- Pete Chilcutt, ex cestista statunitense (Sumter, n. 1968)
- Peter Cornell, ex cestista statunitense (San Francisco, n. 1976)
- Peter Crawford, ex cestista australiano (Mount Isa, n. 1979)
- Pete Cross, cestista statunitense (Bakersfield, n. 1948 - Redmond, † 1977)
- Peter Dam, ex cestista olandese (Hoogeveen, n. 1963)
- Peter Demos, cestista greco (Atene, n. 1925 - Sydney, † 2011)
- Peter Fehse, ex cestista tedesco (Halle, n. 1983)
- Peter Guarasci, ex cestista e allenatore di pallacanestro canadese (Niagara Falls, n. 1974)
- Peter Gunterberg, ex cestista svedese (Stoccolma, n. 1956)
- Peter Hütter, ex cestista austriaco (Gmunden, n. 1980)
- Peter Ishiodu, ex cestista, allenatore di pallacanestro e arbitro di pallacanestro svizzero (Basilea, n. 1991)
- Peter Johansen, ex cestista danese (Værløse, n. 1980)
- Pete Lalich, cestista statunitense (Lorain, n. 1920 - Spring Hill, † 2008)
- Peter Lisicky, ex cestista statunitense (Whitehall, n. 1976)
- Pete Maravich, cestista statunitense (Aliquippa, n. 1947 - Pasadena, † 1988)
- Pete Myers, ex cestista e allenatore di pallacanestro statunitense (Mobile, n. 1963)
- Pete Nance, cestista statunitense (Akron, n. 2000)
- Peter van Noord, ex cestista e allenatore di pallacanestro olandese (n. 1963)
- Pete Pasko, cestista e allenatore di pallacanestro statunitense (n. 1919 - Bradford, † 2004)
- Peter Pokai, ex cestista neozelandese (Wellington, n. 1965)
- Peter Rajniak, ex cestista e allenatore di pallacanestro lussemburghese (Bratislava, n. 1981)
- Peter Rajniak, cestista e allenatore di pallacanestro cecoslovacco (Palúdzka, n. 1953 - Lussemburgo, † 2000)
- Peter John Ramos, ex cestista portoricano (Fajardo, n. 1985)
- Peter van Rij, ex cestista olandese (Rotterdam, n. 1976)
- Peter Rijsewijk, cestista olandese (Amersfoort, n. 1945 - Amersfoort, † 2011)
- Peter Sauer, cestista statunitense (St. Louis, n. 1976 - White Plains, † 2012)
- Peter Sutton, cestista australiano (Adelaide, n. 1931 - † 1985)
- Peter Thibeaux, ex cestista statunitense (Los Angeles, n. 1961)
- Kelly Tripucka, ex cestista statunitense (Glen Ridge, n. 1959)
- Peter Van Elswyk, ex cestista canadese (Hamilton, n. 1974)
- Peter Vecernik, ex cestista austriaco (Vienna, n. 1932)
- Pete Verhoeven, ex cestista statunitense (Hanford, n. 1959)
- Peter Vilfan, ex cestista sloveno (Maribor, n. 1957)
- Peter Walsh, ex cestista australiano (Melbourne, n. 1954)

## Chimici(6)
- Peter Atkins, chimico, saggista e divulgatore scientifico britannico (Amersham, n. 1940)
- Peter Debye, chimico, fisico e cristallografo olandese (Maastricht, n. 1884 - Ithaca, † 1966)
- Peter Jacob Hjelm, chimico svedese (Sunnerbo, n. 1746 - Stoccolma, † 1813)
- Peter Schuster, chimico austriaco (Vienna, n. 1941)
- Peter Waage, chimico norvegese (Flekkefjord, n. 1833 - Oslo, † 1900)
- Peter Woulfe, chimico e mineralogista irlandese (Limerick, n. 1727 - Londra, † 1803)

## Chitarristi(11)
- Peter Banks, chitarrista britannico (Barnet, n. 1947 - Londra, † 2013)
- Peter Buck, chitarrista statunitense (Berkeley, n. 1956)
- Peter DiStefano, chitarrista statunitense (Santa Monica, n. 1965)
- Peter Green, chitarrista e cantante britannico (Londra, n. 1946 - Canvey Island, † 2020)
- Ollie Halsall, chitarrista inglese (Southport, n. 1949 - Madrid, † 1992)
- Peter Hayes, chitarrista statunitense (New York Mills, n. 1976)
- Peter Lindgren, chitarrista svedese (Stoccolma, n. 1973)
- Peter Mengede, chitarrista statunitense (Brisbane, n. 1962)
- Pete Townshend, chitarrista, compositore e cantante britannico (Londra, n. 1945)
- Peter Van Wood, chitarrista, cantautore e astrologo olandese (L'Aia, n. 1927 - Roma, † 2010)
- Pete Willis, chitarrista e compositore britannico (Sheffield, n. 1960)

## Ciclisti su strada(14)
- Peter De Clercq, ex ciclista su strada belga (Oudenaarde, n. 1966)
- Peter Farazijn, ex ciclista su strada belga (Diksmuide, n. 1969)
- Barry Hoban, ciclista su strada e pistard britannico (Stanley, n. 1940 - † 2025)
- Peter Luttenberger, ex ciclista su strada austriaco (Bad Radkersburg, n. 1972)
- Peter McDonald, ex ciclista su strada australiano (Coonabarabran, n. 1979)
- Peter Meinert Nielsen, ex ciclista su strada e dirigente sportivo danese (Vejle, n. 1966)
- Peter Sagan, ex ciclista su strada, ex mountain biker e ex ciclocrossista slovacco (Žilina, n. 1990)
- Peter Stetina, ex ciclista su strada statunitense (Boulder, n. 1987)
- Peter Van Impe, ex ciclista su strada e ciclocrossista belga (Anversa, n. 1963)
- Peter Van Petegem, ex ciclista su strada belga (Brakel, n. 1970)
- Peter Velits, ex ciclista su strada slovacco (Bratislava, n. 1985)
- Peter Verbeken, ex ciclista su strada belga (Deinze, n. 1966)
- Peter Winnen, ex ciclista su strada olandese (Venray, n. 1957)
- Peter Wrolich, ex ciclista su strada austriaco (Vienna, n. 1974)

## Climatologi(1)
- Peter Thorne, climatologo britannico

## Comici(2)
- Pete Holmes, comico, attore e produttore televisivo statunitense (Boston, n. 1979)
- Peter Kay, comico britannico (Farnworth, n. 1973)

## Compositori(26)
- Peter Allen, compositore e musicista canadese (Ottawa, n. 1952)
- Raison d'être, compositore svedese (n. 1973)
- Peter Leonard Leopold Benoit, compositore belga (Harelbeke, n. 1834 - Anversa, † 1901)
- Peter Bernstein, compositore e direttore d'orchestra statunitense (New York, n. 1951)
- Peter Broderick, compositore e musicista statunitense (Maine, n. 1987)
- Peter Connelly, compositore britannico (n. 1972)
- Peter Cornelius, compositore e poeta tedesco (Magonza, n. 1824 - Magonza, † 1874)
- Peter Maxwell Davies, compositore britannico (Manchester, n. 1934 - Sanday, † 2016)
- Peter DeRose, compositore statunitense (New York, n. 1896 - New York, † 1953)
- Alexander Goehr, compositore britannico (Berlino, n. 1932 - Cambridgeshire, † 2024)
- Peter Gordon, compositore statunitense (New York, n. 1951)
- Peter Michael Hamel, compositore tedesco (Monaco di Baviera, n. 1947)
- Peter Arnold Heise, compositore danese (Copenaghen, n. 1830 - Taarbæk, † 1879)
- Peter Ludwig Hertel, compositore tedesco (Berlino, n. 1817 - Berlino, † 1899)
- Peter Hänsel, compositore e violinista austriaco (Leppe, n. 1770 - Vienna, † 1831)
- Peter Koch, compositore tedesco (Osnabrück, n. 1925 - Osnabrück, † 2013)
- Peter Machajdík, compositore slovacco (Bratislava, n. 1961)
- Peter McConnell, compositore statunitense (Pittsburgh, n. 1960)
- Peter Mennin, compositore, docente e manager statunitense (Erie, n. 1923 - New York, † 1983)
- Peter Philips, compositore e organista inglese (Bruxelles, † 1628)
- Peter Raabe, compositore e direttore d'orchestra tedesco (Francoforte sull'Oder, n. 1872 - Weimar, † 1945)
- Peter Rehberg, compositore britannico (Tottenham, n. 1968 - St Albans, † 2021)
- Peter Ruzicka, compositore e direttore d'orchestra tedesco (Düsseldorf, n. 1948)
- Peter Warlock, compositore inglese (Londra, n. 1894 - Londra, † 1930)
- Peter Wilhousky, compositore, direttore d'orchestra e educatore statunitense (Passaic, n. 1902 - Norwalk, † 1978)
- Peter Winter, compositore tedesco (Mannheim, n. 1754 - Monaco di Baviera, † 1825)

## Compositori di scacchi(1)
- Peter Gvozdják, compositore di scacchi slovacco (Bratislava, n. 1965)

## Condottieri(1)
- Peter de Montfort, condottiero, diplomatico e nobile inglese (Evesham, † 1265)

## Conduttori televisivi(1)
- Peter Barakan, conduttore televisivo inglese (Londra, n. 1951)

## Coreografi(1)
- Peter Gennaro, coreografo e ballerino statunitense (Metairie, n. 1919 - New York, † 2000)

## Costituzionalisti(1)
- Peter Hogg, costituzionalista canadese (Lower Hutt, n. 1939 - † 2020)

## Criminali(2)
- Peter Madsen, criminale, imprenditore e inventore danese (n. 1971)
- Peter Scully, criminale australiano (Melbourne, n. 1963)

## Critici cinematografici(2)
- Peter Bradshaw, critico cinematografico britannico (n. 1962)
- Peter Travers, critico cinematografico e conduttore televisivo statunitense

## Critici d'arte(1)
- Reyner Banham, critico d'arte britannico (Norwich, n. 1922 - Londra, † 1988)

## Critici letterari(2)
- Peter Brooks, critico letterario statunitense (n. 1938)
- Peter Nicholls, critico letterario e scrittore australiano (Melbourne, n. 1939 - Melbourne, † 2018)

## Critici musicali(1)
- Peter Guralnick, critico musicale statunitense (Boston, n. 1943)

## Danzatori(4)
- Peter van Dijk, ballerino e coreografo tedesco (Brema, n. 1929 - † 1997)
- Peter Frame, ballerino statunitense (Charleston, n. 1957 - New York, † 2018)
- Peter Martins, ballerino, coreografo e direttore artistico danese (Copenaghen, n. 1946)
- Peter Schaufuss, ballerino e coreografo danese (Copenaghen, n. 1947)

## Danzatori su ghiaccio(1)
- Peter Dalby, danzatore su ghiaccio britannico

## Designer(4)
- Peter Corriston, designer e grafico statunitense
- Peter Fassbender, designer tedesco
- Peter Horbury, designer britannico (Alnwick, n. 1950 - † 2023)
- Peter Stevens, designer britannico (n. 1945)

## Diplomatici(1)
- Peter Ramsbotham, diplomatico inglese (n. 1919 - New Alresford, † 2010)

## Direttori d'orchestra(2)
- Peter Bay, direttore d'orchestra statunitense (Washington)
- Peter Maag, direttore d'orchestra svizzero (San Gallo, n. 1919 - Verona, † 2001)

## Direttori della fotografia(6)
- Peter Biziou, direttore della fotografia britannico (Bangor, n. 1944)
- Peter Deming, direttore della fotografia statunitense (Beirut, n. 1957)
- Peter Menzies Jr., direttore della fotografia australiano (Sydney)
- Peter Pau, direttore della fotografia cinese (Hong Kong, n. 1951)
- Peter Suschitzky, direttore della fotografia britannico (Londra, n. 1941)
- Peter Zeitlinger, direttore della fotografia, montatore e regista ceco (Praga, n. 1960)

## Dirigenti d'azienda(4)
- Peter Jenner, manager e produttore discografico britannico (n. 1943)
- Peter Mensch, manager statunitense (New York, n. 1953)
- Peter Moore, dirigente d'azienda e imprenditore britannico (Liverpool, n. 1955)
- Peter Oppenheimer, dirigente d'azienda statunitense (La Grange, n. 1963)

## Dirigenti sportivi(6)
- Peter Fischer, dirigente sportivo e ex sciatore alpino tedesco (Oberstdorf, n. 1954)
- Peter Gerdol, dirigente sportivo italiano (Trieste, n. 1963)
- Peter Hill-Wood, dirigente sportivo inglese (Kensington, n. 1936 - Londra, † 2018)
- Peter Jehle, dirigente sportivo e ex calciatore liechtensteinese (Grabs, n. 1982)
- Peter Knäbel, dirigente sportivo, allenatore di calcio e ex calciatore tedesco (Witten, n. 1966)
- Peter Schlickenrieder, dirigente sportivo e ex fondista tedesco (Tegernsee, n. 1970)

## Dirigibilisti(1)
- Peter Strasser, dirigibilista tedesco (Hannover, n. 1876 - Wells-next-the-Sea, † 1918)

## Disc jockey(2)
- Peter Rauhofer, disc jockey e produttore discografico austriaco (Vienna, n. 1965 - † 2013)
- Pete Rock, disc jockey, produttore discografico e rapper statunitense (New York, n. 1970)

## Doppiatori(2)
- Peter Beckman, doppiatore statunitense (Des Moines, n. 1949)
- Peter Cullen, doppiatore canadese (Montréal, n. 1941)

## Drammaturghi(4)
- Peter Barnes, drammaturgo e sceneggiatore britannico (Londra, n. 1931 - Londra, † 2004)
- Peter Hacks, drammaturgo, poeta e saggista tedesco (Breslavia, n. 1928 - Groß Machnow, † 2003)
- Peter Shaffer, drammaturgo e sceneggiatore inglese (Liverpool, n. 1926 - Contea di Cork, † 2016)
- Peter Stone, drammaturgo, sceneggiatore e librettista statunitense (Los Angeles, n. 1930 - Manhattan, † 2003)

## Economisti(6)
- Peter Thomas Bauer, economista ungherese (Budapest, n. 1915 - Londra, † 2002)
- Peter Boettke, economista statunitense (Rahway, n. 1960)
- Peter Diamond, economista statunitense (New York, n. 1940)
- Peter Drucker, economista e saggista austriaco (Vienna, n. 1909 - Claremont, † 2005)
- Richard Layard, barone Layard, economista britannico (n. 1934)
- Peter Navarro, economista e funzionario statunitense (Cambridge, n. 1949)

## Editori(1)
- Peter Lehmann, editore tedesco (Calw, n. 1950)

## Egittologi(1)
- Peter Jánosi, egittologo austriaco (Vienna, n. 1960)

## Enigmisti(1)
- Peter Butkovič, enigmista, scrittore e poeta sloveno (Savogna d'Isonzo, n. 1888 - Savogna d'Isonzo, † 1953)

## Entomologi(1)
- Peter Friedrich Bouché, entomologo e botanico tedesco (Berlino, n. 1785 - Berlino, † 1856)

## Esoteristi(1)
- Peter J. Carroll, esoterista e scrittore britannico (Patching, n. 1953)

## Esploratori(3)
- Peter Forsskål, esploratore, filosofo e naturalista svedese (Helsinki, n. 1732 - Yarim, † 1763)
- Peter Skene Ogden, esploratore canadese (Québec City, n. 1794 - Oregon City, † 1854)
- Peter Warburton, esploratore britannico (Chester, n. 1813 - Adelaide, † 1889)

## Farmacologi(1)
- Peter Hermann Stillmark, farmacologo tedesco (Penza, n. 1860 - Pärnu, † 1923)

## Filologi(3)
- Peter Elmsley, filologo classico inglese (Londra, n. 1774 - Oxford, † 1825)
- Peter Lambeck, filologo, bibliotecario e critico letterario tedesco (Amburgo, n. 1628 - Vienna, † 1680)
- Hugh Lloyd-Jones, filologo classico e grecista britannico (Saint Peter Port, n. 1922 - Wellesley, † 2009)

## Filosofi(12)
- Peter Carravetta, filosofo, poeta e traduttore italiano (Lappano, n. 1951)
- Peter Ceffons, filosofo e teologo francese (n. 1320 - † 1380)
- Peter Deunov, filosofo e pedagogista bulgaro (Suvorovo, n. 1864 - Sofia, † 1944)
- Joseph Dietzgen, filosofo tedesco (Blankeberg, n. 1828 - Chicago, † 1888)
- Peter Godfrey-Smith, filosofo e scrittore australiano (Sydney, n. 1965)
- Peter Kreeft, filosofo, teologo e educatore statunitense (Paterson, n. 1937)
- Peter Lamarque, filosofo britannico (n. 1948)
- Peter Singer, filosofo e saggista australiano (Melbourne, n. 1946)
- Peter Sloterdijk, filosofo e saggista tedesco (Karlsruhe, n. 1947)
- Peter Frederick Strawson, filosofo inglese (Londra, n. 1919 - Londra, † 2006)
- Peter Szendy, filosofo e musicologo francese (Parigi, n. 1966)
- Peter Lamborn Wilson, filosofo, mistico e saggista statunitense (Baltimora, n. 1945 - Saugerties, † 2022)

## Fisici(11)
- Peter Armbruster, fisico tedesco (Dachau, n. 1931 - Darmstadt, † 2024)
- Peter Bergmann, fisico tedesco (Berlino, n. 1915 - Seattle, † 2002)
- Peter Grünberg, fisico tedesco (Plzeň, n. 1939 - Jülich, † 2018)
- Peter Higgs, fisico britannico (Newcastle upon Tyne, n. 1929 - Edimburgo, † 2024)
- Peter Hirsch, fisico britannico (Berlino, n. 1925)
- Peter E. Hodgson, fisico britannico (Londra, n. 1928 - Londra, † 2008)
- Peter Mansfield, fisico inglese (Londra, n. 1933 - Londra, † 2017)
- Peter Mazur, fisico olandese (Vienna, n. 1922 - Losanna, † 2001)
- Peter Guthrie Tait, fisico scozzese (Dalkeith, n. 1831 - Edimburgo, † 1901)
- Peter Woit, fisico statunitense (n. 1957)
- Peter Zoller, fisico austriaco (Innsbruck, n. 1952)

## Fondisti(1)
- Peter Larsson, fondista svedese (Luleå, n. 1978)

## Fotografi(7)
- Peter Beard, fotografo statunitense (New York, n. 1938 - Montauk, † 2020)
- Peter Werner Häberlin, fotografo svizzero (Kreuzlingen, n. 1912 - Zurigo, † 1953)
- Peter Lindbergh, fotografo tedesco (Leszno, n. 1944 - Parigi, † 2019)
- Pete Souza, fotografo e giornalista statunitense (New Bedford, n. 1954)
- Peter Marinus Thomsen, fotografo norvegese (Drammen, n. 1832 - † 1871)
- Peter Turnley, fotografo statunitense (Fort Wayne, n. 1955)
- Peter van Agtmael, fotografo statunitense (Washington, n. 1981)

## Fumettisti(5)
- Peter van Dongen, fumettista e illustratore olandese (Amsterdam, n. 1966)
- Peter Kuper, fumettista statunitense (Summit, n. 1958)
- Peter Laird, fumettista statunitense (North Adams, n. 1954)
- Pete Millar, fumettista e illustratore statunitense (Oakland, n. 1929 - Rancho Palos Verdes, † 2003)
- Peter Milligan, fumettista e sceneggiatore britannico (Londra, n. 1961)

## Genealogisti(1)
- Peter Gwynn-Jones, genealogista britannico (Città del Capo, n. 1940 - † 2010)

## Generali(7)
- Peter Eduard Crasemann, generale tedesco (Amburgo, n. 1891 - Werl, † 1950)
- Peter Hansen, generale tedesco (Santiago del Cile, n. 1896 - Viersen, † 1967)
- Peter Anthony Inge, generale britannico (Croydon, n. 1935 - † 2022)
- Peter Lacy, generale irlandese (Killeedy, n. 1678 - Riga, † 1751)
- Peter Melander von Holzappel, generale tedesco (Hadamar, n. 1589 - Augusta, † 1648)
- Peter Pace, generale statunitense (New York, n. 1945)
- Peter J. Schoomaker, generale statunitense (Detroit, n. 1946)

## Geografi(1)
- Peter Kozler, geografo austriaco (Koče, n. 1824 - Lubiana, † 1879)

## Gesuiti(1)
- Peter Hans Kolvenbach, gesuita olandese (Druten, n. 1928 - Beirut, † 2016)

## Ginnasti(5)
- Peter Villemoes Andersen, ginnasta danese (Højby, n. 1884 - Egebjerg, † 1956)
- Peter Hol, ginnasta norvegese (Oslo, n. 1883 - Winnipeg, † 1981)
- Einar Olsen, ginnasta danese (Vig, n. 1893 - Grevinge, † 1949)
- Peter Vidmar, ex ginnasta statunitense (Los Angeles, n. 1961)
- Peter Weber, ginnasta tedesco (Finsterwalde, n. 1938 - Berlino, † 2024)

## Giocatori di badminton(1)
- Peter Gade, ex giocatore di badminton danese (Aalborg, n. 1976)

## Giocatori di baseball(2)
- Pete Alonso, giocatore di baseball statunitense (Tampa, n. 1994)
- Pete Rose, giocatore di baseball e allenatore di baseball statunitense (Cincinnati, n. 1941 - Las Vegas, † 2024)

## Giocatori di curling(4)
- Peter Däppen, giocatore di curling svizzero (n. 1950 - † 2019)
- Pete Fenson, ex giocatore di curling statunitense (Bemidji, n. 1968)
- Peter Lips, giocatore di curling svizzero (n. 1962)
- Peter de Cruz, giocatore di curling svizzero (Londra, n. 1990)

## Giocatori di football americano(18)
- Peter Anderson, giocatore di football americano statunitense (Aurora)
- Peter Arentsen, giocatore di football americano tedesco
- Pete Beathard, ex giocatore di football americano statunitense (Hermosa Beach, n. 1942)
- Peter Boulware, ex giocatore di football americano statunitense (Columbia, n. 1974)
- Peter Cronan, ex giocatore di football americano statunitense (Bourne, n. 1955)
- Pete Dawkins, ex giocatore di football americano e militare statunitense (Royal Oak, n. 1938)
- Peter Groß-Paaß, ex giocatore di football americano e allenatore di football americano tedesco (Ratingen, n. 1968)
- Pete Kendall, ex giocatore di football americano statunitense (Quincy, n. 1973)
- Pete Koch, ex giocatore di football americano e attore statunitense (New Hyde Park, n. 1962)
- Peter Konz, ex giocatore di football americano statunitense (Neenah, n. 1989)
- Peter Kramberger, ex giocatore di football americano austriaco
- Pete Kugler, ex giocatore di football americano statunitense (Filadelfia, n. 1959)
- Peter Lundström, giocatore di football americano finlandese (Vaasa, n. 2001)
- Pete Metzelaars, ex giocatore di football americano statunitense (Three Rivers, n. 1960)
- Pete Pihos, giocatore di football americano statunitense (Orlando, n. 1923 - Winston-Salem, † 2011)
- Peter Skoronski, giocatore di football americano statunitense (Park Ridge, n. 2001)
- Peter Warrick, ex giocatore di football americano statunitense (Bradenton, n. 1977)
- Peter Tom Willis, ex giocatore di football americano statunitense (Morris, n. 1967)

## Giocatori di freccette(1)
- Peter Wright, giocatore di freccette scozzese (Livingston, n. 1970)

## Giocatori di poker(1)
- Peter Eastgate, giocatore di poker danese (Odense, n. 1985)

## Giocatori di snooker(2)
- Peter Ebdon, giocatore di snooker inglese (Kettering, n. 1970)
- Peter Lines, giocatore di snooker inglese (Leeds, n. 1969)

## Gioiellieri(1)
- Peter Carl Fabergé, gioielliere e orafo russo (San Pietroburgo, n. 1846 - Losanna, † 1920)

## Giornalisti(12)
- Peter Arnett, giornalista neozelandese (Riverton, n. 1934)
- Peter Benchley, giornalista, scrittore e sceneggiatore statunitense (New York, n. 1940 - Princeton, † 2006)
- Peter Bergen, giornalista e politologo statunitense (Minneapolis, n. 1962)
- Peter Duffy, giornalista e scrittore statunitense (Syracuse)
- Peter Freeman, giornalista e autore televisivo italiano (Città del Messico, n. 1958)
- Peter Gomez, giornalista, saggista e conduttore televisivo statunitense (New York, n. 1963)
- Peter Hopkirk, giornalista e storico inglese (Nottingham, n. 1930 - Londra, † 2014)
- Peter Jennings, giornalista canadese (Toronto, n. 1938 - New York, † 2005)
- Peter Maas, giornalista e scrittore statunitense (New York, n. 1929 - New York, † 2001)
- Peter Nichols, giornalista e scrittore britannico (Portsmouth, n. 1928 - Bracciano, † 1989)
- Peter Paphides, giornalista e critico musicale britannico (Birmingham, n. 1969)
- Peter Seewald, giornalista e scrittore tedesco (Bochum, n. 1954)

## Giuristi(3)
- Peter Nobel, giurista e avvocato svedese (n. 1931)
- Peter Yoshiro Saeki, giurista e teologo giapponese (Prefettura di Hiroshima, n. 1871 - † 1965)
- Peter Yorck von Wartenburg, giurista tedesco (Oleśnica Mała, n. 1904 - Berlino, † 1944)

## Golfisti(3)
- Peter Dawson, golfista britannico (Doncaster, n. 1950)
- Peter Hanson, golfista svedese (Svedala, n. 1977)
- Peter Thomson, golfista australiano (Brunswick, Melbourne, n. 1929 - † 2018)

## Hockeisti su ghiaccio(18)
- Pete Babando, hockeista su ghiaccio statunitense (Braeburn, n. 1925 - Timmins, † 2020)
- Peter Bartoš, ex hockeista su ghiaccio slovacco (Martin, n. 1973)
- Peter Bondra, ex hockeista su ghiaccio slovacco (Luc'k, n. 1968)
- Peter Campbell, ex hockeista su ghiaccio canadese (Gloucester, n. 1979)
- Peter Ciavaglia, ex hockeista su ghiaccio statunitense (Albany, n. 1969)
- Peter Forsberg, ex hockeista su ghiaccio svedese (Örnsköldsvik, n. 1973)
- Pete Goegan, hockeista su ghiaccio canadese (Fort William, n. 1934 - Thunder Bay, † 2008)
- Peter Harrold, hockeista su ghiaccio statunitense (Kirtland Hills, n. 1983)
- Peter Hasselblad, ex hockeista su ghiaccio svedese (Långbro, n. 1966)
- Peter Jaks, hockeista su ghiaccio e dirigente sportivo svizzero (Frýdek-Místek, n. 1966 - Bari, † 2011)
- Peter Regin, hockeista su ghiaccio danese (Herning, n. 1986)
- Peter Sejna, ex hockeista su ghiaccio slovacco (Liptovský Mikuláš, n. 1979)
- Peter Spornberger, hockeista su ghiaccio italiano (Bolzano, n. 1999)
- Peter Taglianetti, ex hockeista su ghiaccio statunitense (Framingham, n. 1963)
- Pete Vipond, ex hockeista su ghiaccio canadese (Whitby, n. 1949)
- Peter Wunderer, ex hockeista su ghiaccio italiano (Silandro, n. 1990)
- Peter Åslin, hockeista su ghiaccio svedese (Norrtälje, n. 1962 - Leksand, † 2012)
- Peter Šťastný, ex hockeista su ghiaccio e politico cecoslovacco (Bratislava, n. 1956)

## Hockeisti su pista(1)
- Peter Ehimi, hockeista su pista italiano (Modena, n. 1999)

## Hockeisti su prato(1)
- Peter Paul Fernandes, hockeista su prato indiano (Karachi, n. 1916 - Karachi, † 1981)

## Illustratori(1)
- Peter Arno, illustratore statunitense (New York, n. 1904 - Port Chester, † 1968)

## Imprenditori(18)
- Peter Barnes, imprenditore, giornalista e ambientalista statunitense (New York, n. 1940)
- Peter Brown, imprenditore britannico (Birkenhead, n. 1937)
- Peter Chernin, imprenditore e produttore cinematografico statunitense (Harrison, n. 1951)
- Peter Christophersen, imprenditore e diplomatico norvegese (Tønsberg, n. 1845 - Buenos Aires, † 1930)
- Peter Cooper, imprenditore, inventore e politico statunitense (New York, n. 1791 - New York, † 1883)
- Peter Durand, imprenditore inglese (Hoxton, n. 1766 - Londra, † 1822)
- Peter Hartz, imprenditore tedesco (Sankt Ingbert, n. 1941)
- Peter Emil Huber-Werdmüller, imprenditore svizzero (Zurigo, n. 1836 - Zurigo, † 1915)
- Peter Jones, imprenditore britannico (Maidenhead, n. 1966)
- Peter Hargreaves, imprenditore inglese (Clitheroe, n. 1946)
- Peter Kohl, imprenditore tedesco (Ludwigshafen am Rhein, n. 1965)
- Peter Lim, imprenditore e dirigente sportivo singaporiano (Singapore, n. 1953)
- Peter Monteverdi, imprenditore e pilota automobilistico svizzero (Binningen, n. 1934 - Binningen, † 1998)
- Peter Nicholas, imprenditore statunitense (Portsmouth, n. 1941 - Boca Grande, † 2022)
- Peter George Peterson, imprenditore, politico e banchiere statunitense (Kearney, n. 1926 - New York, † 2018)
- Peter Sauber, imprenditore svizzero (Zurigo, n. 1943)
- Peter Thiel, imprenditore e politico statunitense (Francoforte sul Meno, n. 1967)
- Peter Arrell Brown Widener, imprenditore, filantropo e collezionista d'arte statunitense (Filadelfia, n. 1834 - Elkins Park, † 1915)

## Incisori(3)
- Peter Haas, incisore danese (Copenaghen, n. 1754 - † 1804)
- Peter Isselburg, incisore, disegnatore e editore tedesco (Colonia, n. 1580 - Colonia, † 1630)
- Peter Schenk, incisore, editore e cartografo olandese (Elberfeld, n. 1660 - Lipsia, † 1711)

## Informatici(12)
- Peter J. Denning, informatico statunitense (n. 1942)
- Peter Elias, informatico statunitense (New Brunswick, n. 1933 - Cambridge, † 2001)
- Peter Gutmann, informatico neozelandese
- Peter J. Landin, informatico britannico (n. 1930 - † 2009)
- Peter Naur, informatico danese (n. 1928 - † 2016)
- Peter Norton, programmatore statunitense (Aberdeen, n. 1943)
- Peter Norvig, informatico statunitense (n. 1956)
- Peter Shor, informatico statunitense (New York, n. 1959)
- Peter Stahlknecht, informatico tedesco (Lipsia, n. 1933 - Magdeburgo, † 2023)
- Peter Sunde, informatico, imprenditore e attivista svedese (Uddevalla, n. 1978)
- Peter Wegner, informatico russo (San Pietroburgo, n. 1932 - † 2017)
- Peter Weinberger, informatico statunitense (n. 1942)

## Ingegneri(5)
- Peter Diamandis, ingegnere, medico e imprenditore statunitense (New York, n. 1961)
- Peter Carl Goldmark, ingegnere ungherese (Budapest, n. 1906 - Port Chester, † 1977)
- Peter Prodromou, ingegnere britannico (Londra, n. 1969)
- Peter Rice, ingegnere irlandese (Dublino, n. 1935 - Londra, † 1992)
- Peter Schreyer, ingegnere, progettista e manager tedesco (Bad Reichenhall, n. 1953)

## Insegnanti(2)
- Peter Baldwin, docente e filantropo statunitense (n. 1956)
- Peter Gudmundson, docente svedese (n. 1955)

## Inventori(3)
- Peter Desaga, inventore tedesco (n. 1812 - † 1879)
- Peter Cooper Hewitt, inventore statunitense (New York, n. 1861 - Parigi, † 1921)
- Peter Mole, inventore italiano (Termini Imerese, n. 1891 - San Diego, † 1960)

## Judoka(2)
- Peter Paltchik, judoka israeliano (Jalta, n. 1992)
- Peter Seisenbacher, ex judoka austriaco (Vienna, n. 1960)

## Karateka(1)
- Peter Urban, karateka e maestro di karate statunitense (n. 1934 - † 2004)

## Kickboxer(1)
- Peter Aerts, kickboxer olandese (Eindhoven, n. 1970)

## Latinisti(1)
- Peter Dronke, latinista tedesco (Colonia, n. 1934 - † 2020)

## Lottatori(2)
- Peter Mehringer, lottatore statunitense (Jetmore, n. 1910 - Pullman, † 1987)
- Peter Neumair, ex lottatore tedesco (Frisinga, n. 1950)

## Lunghisti(1)
- Peter Häggström, ex lunghista svedese (Malmö, n. 1976)

## Mafiosi(1)
- Peter Gotti, mafioso statunitense (New York, n. 1939 - Butner, † 2021)

## Magistrati(1)
- Peter Josef von Kofler, magistrato e politico austriaco (Ruffré-Mendola, n. 1700 - Vienna, † 1764)

## Maratoneti(1)
- Peter Lynch, maratoneta e mezzofondista irlandese (Kilkenny, n. 1997)

## Marciatori(1)
- Peter Frenkel, ex marciatore tedesco (Eckartsberga, n. 1939)

## Martellisti(1)
- Peter Zaremba, martellista statunitense (Aliquippa, n. 1908 - Kingwood, † 1994)

## Matematici(9)
- Peter Barlow, matematico inglese (Norwich, n. 1776 - Woolwich, † 1862)
- Peter Borwein, matematico canadese (Saint Andrews, n. 1953 - † 2020)
- Peter Crüger, matematico e astronomo tedesco (Königsberg, n. 1580 - Danzica, † 1639)
- Peter Hilton, matematico e crittografo britannico (Londra, n. 1923 - Birmingham, † 2010)
- Peter David Lax, matematico statunitense (Budapest, n. 1926 - New York, † 2025)
- Peter Sarnak, matematico sudafricano (Johannesburg, n. 1953)
- Peter Scholze, matematico tedesco (Dresda, n. 1987)
- Peter Ludwig Mejdell Sylow, matematico norvegese (Christiania, n. 1832 - Christiania, † 1918)
- Peter Whittle, matematico e statistico neozelandese (Wellington, n. 1927 - † 2021)

## Medici(10)
- Pëtr Badmaev, medico russo (n. 1850 - † 1920)
- Peter Bossman, medico e politico ghanese (Nyive, n. 1955)
- Peter Bryce, medico e scrittore canadese (Mount Pleasant, n. 1853 - disperso in mare, † 1932)
- Peter Duesberg, medico statunitense (Münster, n. 1936)
- Peter Fenwick, medico britannico (n. 1935 - † 2024)
- Peter Christian Gøtzsche, medico danese (Copenaghen, n. 1949)
- Peter John Ratcliffe, medico britannico (Morecambe, n. 1954)
- Peter Remondino, medico e avvocato italiano (Torino, n. 1846 - San Diego, † 1926)
- Peter de Spina III, medico tedesco (Aquisgrana, n. 1592 - Francoforte sul Meno, † 1655)
- Peter Uffenbach, medico e editore tedesco (Francoforte sul Meno, n. 1566 - Francoforte sul Meno, † 1635)

## Medievisti(1)
- Peter Dendle, medievista statunitense

## Mercenari(1)
- Peter Hagendorf, mercenario tedesco (Nedlitz - Gorzke, † 1679)

## Mezzofondisti(8)
- Peter Braun, mezzofondista tedesco (Tuttlingen, n. 1962)
- Peter Deer, mezzofondista canadese (Kahnawake, n. 1878 - † 1956)
- Peter Elliott, ex mezzofondista britannico (Rawmarsh, n. 1962)
- Peter Mwaniki Aila, mezzofondista keniota (n. 1994)
- Peter Rono, ex mezzofondista keniota (Kapsabet, n. 1967)
- Peter Snell, mezzofondista neozelandese (Opunake, n. 1938 - Dallas, † 2019)
- Peter Stewart, ex mezzofondista britannico (n. 1947)
- Peter Wirz, ex mezzofondista svizzero (n. 1960)

## Micologi(1)
- Peter Darbishire Orton, micologo britannico (Plymouth, n. 1916 - Crewkerne, † 2005)

## Militari(13)
- Peter Caddy, militare, esoterista e attivista britannico (Londra, n. 1917 - Meersburg, † 1994)
- Peter Delaney, militare statunitense (Holcomb, n. 1907 - † 1945)
- Peter Goëss, ufficiale e giurista austriaco (Firenze, n. 1774 - Vienna, † 1846)
- Pete Hegseth, ex militare, politico e conduttore televisivo statunitense (Minneapolis, n. 1980)
- Peter Stark Lumsden, militare britannico (Belhelvie, n. 1829 - Dufftown, † 1918)
- Ernst von Mansfeld, militare tedesco (Lussemburgo, n. 1580 - Racovița, † 1626)
- Peter Pearson, militare britannico (n. 1954)
- Peter Högl, militare e poliziotto tedesco (Dingolfing, n. 1897 - Berlino, † 1945)
- Peter Thangaraj, militare e calciatore indiano (Hyderabad, n. 1935 - Bokaro, † 2008)
- Peter Scheider, militare austro-ungarico (Monaco, n. 1890 - † 1976)
- Peter Townsend, militare, aviatore e scrittore britannico (Yangon, n. 1914 - Rambouillet, † 1995)
- Peter Wykeham, militare e aviatore britannico (Sandhurst, n. 1915 - Stockbridge, † 1995)
- Peter Karl Ott von Bátorkéz, militare ungherese (Esztergom, n. 1738 - Buda, † 1809)

## Missionari(1)
- Peter Tantholdt, missionario, cestista e pallamanista danese (Måløv, n. 1926 - Lima, † 2010)

## Montatori(2)
- Peter Honess, montatore britannico (Londra, n. 1946)
- Peter Zinner, montatore, regista e produttore cinematografico austriaco (Vienna, n. 1919 - Santa Monica, † 2007)

## Multiplisti(2)
- Keegan Cooke, multiplista zimbabwese (Harare, n. 1988)
- Peter Mullins, multiplista, cestista e allenatore di pallacanestro australiano (Sydney, n. 1926 - Sydney, † 2012)

## Musicisti(17)
- Peter Bardens, musicista britannico (Westminster, n. 1944 - Malibù, † 2002)
- Peter Baumann, musicista e filosofo tedesco (Berlino, n. 1953)
- Peter Blegvad, musicista e fumettista statunitense (New York, n. 1951)
- Peter Dodds McCormick, musicista scozzese (Port Glasgow, n. 1834 - Sydney, † 1916)
- Peter Gutteridge, musicista neozelandese (Dunedin, n. 1961 - Auckland, † 2014)
- Peter Holsapple, musicista statunitense (Greenwich, n. 1956)
- Peter Iwers, musicista svedese (Stoccolma, n. 1975)
- Peter Jefferies, musicista neozelandese
- Peter Joseph, musicista, regista e produttore cinematografico statunitense (Winston-Salem, n. 1979)
- Sneaky Pete Kleinow, musicista e compositore statunitense (South Bend, n. 1934 - Petaluma, † 2007)
- Mike McGear, musicista e fotografo britannico (Liverpool, n. 1944)
- Peter Pichler, musicista, compositore e produttore discografico tedesco (n. 1967)
- Peter Plate, musicista, cantante e cantautore tedesco (Nuova Delhi, n. 1967)
- Pete Shelley, musicista inglese (Leigh, n. 1955 - Tallinn, † 2018)
- Peter Van Hooke, musicista inglese (Londra, n. 1950)
- Peter White, musicista britannico (Luton, n. 1954)
- Pete de Freitas, musicista e produttore discografico britannico (Port of Spain, n. 1961 - Staffordshire, † 1989)

## Musicologi(4)
- Peter Evans, musicologo britannico (Hartlepool, n. 1929 - Hereford, † 2018)
- Peter Holman, musicologo e direttore d'orchestra inglese (Londra, n. 1946)
- Peter Ryom, musicologo danese (Copenaghen, n. 1937)
- Peter Wagner, musicologo tedesco (Kürenz, n. 1865 - Friburgo, † 1931)

## Naturalisti(2)
- Peter Custis, naturalista statunitense (Deep Creek, n. 1781 - New Bern, † 1842)
- Peter Friedrich Röding, naturalista tedesco (Amburgo, n. 1767 - Amburgo, † 1846)

## Navigatori(1)
- Peter Hagerstein, marinaio, traduttore e militare finlandese (Helsinki, n. 1757 - Papeete, † 1810)

## Nobili(2)
- Peter Carington, VI barone Carrington, nobile e politico britannico (Chelsea, n. 1919 - Londra, † 2018)
- Peter Phillips, nobile inglese (Londra, n. 1977)

## Numismatici(2)
- Peter Berghaus, numismatico tedesco (Amburgo, n. 1919 - Münster, † 2012)
- Peter Robert Franke, numismatico e storico tedesco (Lüdenscheid, n. 1926 - † 2018)

## Nuotatori(15)
- Peter Bruch, ex nuotatore tedesco orientale (Berlino Est, n. 1955)
- Peter Doak, ex nuotatore australiano (n. 1943)
- Peter Evans, ex nuotatore australiano (n. 1961)
- Peter Head, nuotatore britannico (Essex, n. 1935 - Norfolk, † 2019)
- Peter Hrdlitschka, ex nuotatore tedesco (Reutlingen, n. 1955)
- Peter Kemp, nuotatore e pallanuotista britannico (Galashiels, n. 1877 - Northampton, † 1965)
- Peter Knust, ex nuotatore tedesco occidentale (Salzgitter, n. 1960)
- Peter Mankoč, ex nuotatore sloveno (Lubiana, n. 1978)
- Peter Marshall, ex nuotatore statunitense (Atlanta, n. 1982)
- Peter Nocke, ex nuotatore tedesco (Langenberg, n. 1955)
- Peter Reynolds, nuotatore australiano (n. 1948 - † 2012)
- Peter Rocca, ex nuotatore statunitense (Oakland, n. 1957)
- Peter Sitt, ex nuotatore tedesco (Colonia, n. 1969)
- Peter John Stevens, nuotatore sloveno (Kranj, n. 1995)
- Peter Vanderkaay, ex nuotatore statunitense (Rochester Hills, n. 1984)

## Orientalisti(1)
- Peter Malcolm Holt, orientalista, storico e arabista britannico (Astley Village, n. 1918 - Oxford, † 2006)

## Orientisti(1)
- Peter Öberg, orientista svedese (n. 1980)

## Ornitologi(1)
- Peter Scott, ornitologo, ambientalista e pittore britannico (Londra, n. 1909 - Bristol, † 1989)

## Orologiai(2)
- Peter Henlein, orologiaio tedesco (Norimberga, n. 1479 - Norimberga, † 1542)
- Peter Kinzing, orologiaio tedesco (Neuwied, n. 1745 - Mannheim, † 1816)

## Ostacolisti(1)
- Peter Ronson, ostacolista e attore islandese (Siglufjörður, n. 1934 - Contea di Orange, † 2007)

## Ottici(1)
- Peter Dollond, ottico inglese (n. 1730 - † 1820)

## Paleontologi(3)
- Peter Galton, paleontologo britannico (Londra, n. 1942)
- Peter Ward, paleontologo statunitense
- Peter Wilhelm Lund, paleontologo, zoologo e archeologo danese (Copenaghen, n. 1801 - Lagoa Santa, † 1880)

## Pallamanisti(1)
- Andreas Larsson, ex pallamanista svedese (n. 1974)

## Pallanuotisti(10)
- Peter Asch, ex pallanuotista statunitense (Monterey, n. 1948)
- Peter Bennett, pallanuotista e calciatore australiano (n. 1926 - Gold Coast, † 2012)
- Peter Hardie, pallanuotista britannico (Bradford, n. 1921 - Bishopston, † 1960)
- Peter Hudnut, pallanuotista statunitense (Washington, n. 1980)
- Peter Pass, pallanuotista britannico (Londra, n. 1933 - † 2012)
- Peter Riedl, pallanuotista austriaco (Vienna, n. 1910 - Melk, † 1992)
- Peter Röhle, ex pallanuotista tedesco (Berlino, n. 1957)
- Peter Schmidt, ex pallanuotista tedesco orientale (Eisenberg, n. 1937)
- Pete Stange, ex pallanuotista statunitense (Santa Monica, n. 1931)
- Peter Varellas, pallanuotista statunitense (Moraga, n. 1984)

## Pallavolisti(3)
- Peter Michalovič, pallavolista slovacco (Malacky, n. 1990)
- Peter Pláteník, ex pallavolista ceco (Bratislava, n. 1981)
- Peter Russell, ex pallavolista statunitense (Baltimora, n. 1992)

## Parolieri(3)
- Peter Powell, paroliere e traduttore statunitense
- Peter Sinfield, paroliere, musicista e produttore discografico britannico (Londra, n. 1943 - Londra, † 2024)
- Peter Udell, paroliere e librettista statunitense (Great Neck, n. 1929)

## Patologi(1)
- Peter Krukenberg, patologo tedesco (Königslutter am Elm, n. 1787 - Halle, † 1865)

## Patrioti(1)
- Peter Mayr, patriota (Siffiano di Renon, n. 1767 - Bolzano, † 1810)

## Pattinatori artistici su ghiaccio(2)
- Peter Carruthers, ex pattinatore artistico su ghiaccio statunitense (Boston, n. 1959)
- Peter Oppegard, ex pattinatore artistico su ghiaccio statunitense (Knoxville, n. 1959)

## Pattinatori di velocità su ghiaccio(1)
- Peter Mueller, ex pattinatore di velocità su ghiaccio statunitense (Madison, n. 1954)

## Pedagogisti(1)
- Peter Petersen, pedagogista tedesco (Großenwiehe, n. 1884 - Jena, † 1952)

## Pesisti(2)
- Peter Sack, ex pesista tedesco (Schkeuditz, n. 1979)
- Peter Shmock, ex pesista statunitense (Detroit, n. 1950)

## Pianisti(6)
- Peter Bence, pianista e compositore ungherese (n. 1991)
- Peter Bradley-Fulgoni, pianista inglese (n. 1957)
- Peter Frankl, pianista ungherese (Budapest, n. 1935)
- Pete Johnson, pianista statunitense (Kansas City, n. 1904 - Buffalo, † 1967)
- Peter Nero, pianista e direttore d'orchestra statunitense (Brooklyn, n. 1934 - Eustis, † 2023)
- Peter Serkin, pianista statunitense (New York, n. 1947 - Red Hook, † 2020)

## Piloti automobilistici(15)
- Peter Arundell, pilota automobilistico inglese (Ilford, n. 1933 - King's Lynn, † 2009)
- Peter Ashdown, pilota automobilistico britannico (Danbury, n. 1934)
- Peter Collins, pilota automobilistico britannico (Kidderminster, n. 1931 - Bonn, † 1958)
- Peter Gethin, pilota automobilistico britannico (Ewell, n. 1940 - Goodwood, † 2011)
- Peter Gregg, pilota automobilistico statunitense (New York, n. 1940 - Jacksonville, † 1980)
- Peter Hirt, pilota di Formula 1 svizzero (Küsnacht, n. 1910 - Zurigo, † 1992)
- Peter de Klerk, pilota automobilistico sudafricano (Pilgrim's Rest, n. 1935 - Johannesburg, † 2015)
- Peter Kox, pilota automobilistico olandese (Eindhoven, n. 1964)
- Peter Nöcker, pilota automobilistico tedesco (Düsseldorf, n. 1928 - Meerbusch, † 2007)
- Peter Revson, pilota automobilistico statunitense (New York, n. 1939 - Midrand, † 1974)
- Peter Ryan, pilota automobilistico canadese (Filadelfia, n. 1940 - Parigi, † 1962)
- Peter Schetty, pilota automobilistico svizzero (Basilea, n. 1942)
- Peter Walker, pilota automobilistico inglese (Leeds, n. 1912 - Newtown, † 1984)
- Peter Westbury, pilota automobilistico inglese (Londra, n. 1938 - Scarborough, † 2015)
- Peter Whitehead, pilota automobilistico britannico (Menstone, n. 1914 - Lasalle, † 1958)

## Piloti di rally(2)
- Possum Bourne, pilota di rally neozelandese (Waikato, n. 1956 - Dunedin, † 2003)
- Peter van Merksteijn Jr., pilota di rally olandese (Hengelo, n. 1982)

## Piloti motociclistici(3)
- Peter Goddard, pilota motociclistico australiano (Mildura, n. 1964)
- Peter Hickman, pilota motociclistico britannico (Burton upon Trent, n. 1987)
- Peter Öttl, pilota motociclistico tedesco (Berchtesgaden, n. 1965)

## Pirati(1)
- Peter Harris, pirata inglese (Inghilterra - Panama, † 1680)

## Pistard(3)
- Peter Gröning, ex pistard tedesco (Berlino, n. 1937)
- Peter Kennaugh, ex pistard e ciclista su strada britannico (Douglas, n. 1989)
- Peter Vonhof, ex pistard tedesco (Berlino, n. 1949)

## Pittori(33)
- Peter Alma, pittore olandese (Medan, n. 1886 - Amsterdam, † 1969)
- Peter Angelis, pittore francese (Dunkerque, n. 1685 - Rennes, † 1734)
- Peter Nicolai Arbo, pittore norvegese (Gulskogen, n. 1831 - † 1892)
- Peter Becker, pittore tedesco (Francoforte sul Meno, n. 1828 - Soest, † 1904)
- Peter Birkhäuser, pittore svizzero (Basilea, n. 1911 - Binningen, † 1976)
- Peter Michal Bohúň, pittore slovacco (Veličná, n. 1822 - Bielsko-Biała, † 1879)
- Peter von Cornelius, pittore tedesco (Düsseldorf, n. 1783 - Berlino, † 1867)
- Peter de Wint, pittore inglese (Stone, n. 1784 - Londra, † 1849)
- Peter Demetz-Fëur, pittore italiano (Ortisei, n. 1913 - Ortisei, † 1977)
- Peter Doig, pittore britannico (Edimburgo, n. 1959)
- Pierre Tetar van Elven, pittore e incisore olandese (Molenbeek-Saint-Jean, n. 1828 - Milano, † 1908)
- Peter Eskilsson, pittore e fotografo svedese (Billeberga, n. 1820 - Bremö, † 1872)
- Peter Fellin, pittore italiano (Revò, n. 1920 - Merano, † 1999)
- Peter Fendi, pittore e illustratore austriaco (Vienna, n. 1796 - Vienna, † 1842)
- Peter Franchoijs, pittore fiammingo (Malines, n. 1606 - Malines, † 1654)
- Peter Gijsels, pittore fiammingo (Anversa, n. 1621)
- Peter Gric, pittore ceco (Brno, n. 1968)
- Peter Adolf Hall, pittore svedese (Borås, n. 1739 - Liegi, † 1793)
- Peter Hansen, pittore danese (Faaborg, n. 1868 - Faaborg, † 1928)
- Peter Jacob Horemans, pittore fiammingo (Anversa, n. 1700 - Monaco di Baviera, † 1776)
- Peter Lanyon, pittore britannico (St Ives, n. 1918 - Taunton, † 1964)
- Peter Lely, pittore olandese (Soest, n. 1618 - Londra, † 1680)
- Peter Maggenberg, pittore svizzero (Tafers, n. 1380 - Friburgo)
- Peter Matejka, pittore slovacco (Nové Mesto nad Váhom, n. 1913 - Bratislava, † 1972)
- Peter Pulm, pittore tedesco (Düsseldorf, n. 1882 - Düsseldorf, † 1960)
- Peter Paul Rubens, pittore fiammingo (Siegen, n. 1577 - Anversa, † 1640)
- Peter Sengelaub, pittore e architetto tedesco (Martinroda - Coburgo, † 1622)
- Peter Christian Skovgaard, pittore danese (Ringsted, n. 1817 - Copenaghen, † 1875)
- Peter Strudel, pittore e scultore austriaco (Denno - Vienna, † 1714)
- Piero Travaglini, pittore e scultore svizzero (Berna, n. 1927 - Büren an der Aare, † 2015)
- Peter de Witte III, pittore fiammingo (Anversa, n. 1617 - Anversa, † 1667)
- Peter Wtewael, pittore olandese (Utrecht, n. 1596 - Utrecht, † 1660)
- Peter von Hess, pittore tedesco (Düsseldorf, n. 1792 - Monaco di Baviera, † 1871)

## Poeti(9)
- Peter Balakian, poeta statunitense (Teaneck, n. 1951)
- Peter Esseiva, poeta e politico svizzero (Friburgo, n. 1823 - Friburgo, † 1899)
- Peter Andreas Heiberg, poeta danese (Vordingborg, n. 1758 - Parigi, † 1841)
- Peter Orlovsky, poeta statunitense (New York, n. 1933 - Barnet, † 2010)
- Peter Suchenwirt, poeta austriaco († 1395)
- Peter Porter, poeta australiano (Brisbane, n. 1929 - Londra, † 2010)
- Peter Rosegger, poeta e scrittore austriaco (Alpl, n. 1843 - Krieglach, † 1918)
- Peter Turrini, poeta e drammaturgo austriaco (Sankt Margarethen im Lavanttal, n. 1944)
- Peter Viereck, poeta e storico statunitense (New York, n. 1916 - South Hadley, † 2006)

## Polistrumentisti(1)
- Peter Kember, polistrumentista, cantautore e compositore britannico (Rugby, n. 1965)

## Predicatori(1)
- Peter Popoff, predicatore e personaggio televisivo tedesco (Berlino, n. 1946)

## Presbiteri(4)
- Peter Friedhofen, presbitero tedesco (Weitersburg, n. 1819 - Coblenza, † 1860)
- Peter Harman, presbitero statunitense (Quincy, n. 1973)
- Josef Kentenich, presbitero tedesco (Gymnich, n. 1885 - Schönstatt, † 1968)
- Peter Nguyễn Văn Hùng, presbitero e attivista vietnamita (Đông Nam Bộ, n. 1958)

## Produttori cinematografici(6)
- Peter Czernin, produttore cinematografico britannico (n. 1966)
- Peter Del Vecho, produttore cinematografico statunitense (Quincy, n. 1958)
- Peter Douglas, produttore cinematografico, regista e direttore della fotografia statunitense (Los Angeles, n. 1955)
- Peter Phok, produttore cinematografico statunitense (New York, n. 1981)
- Peter Safran, produttore cinematografico e dirigente d'azienda britannico (Londra, n. 1965)
- Pete Smith, produttore cinematografico statunitense (New York, n. 1892 - Santa Monica, † 1979)

## Produttori discografici(2)
- Peter Collins, produttore discografico britannico (Reading, n. 1951 - Nashville, † 2024)
- Peter Grant, produttore discografico e manager britannico (Londra, n. 1935 - Eastbourne, † 1995)

## Produttori teatrali(1)
- Peter Klein, produttore teatrale statunitense (Timișoara, n. 1945)

## Produttori televisivi(2)
- Peter Blake, produttore televisivo, regista e sceneggiatore statunitense
- Peter Marc Jacobson, produttore televisivo, sceneggiatore e attore statunitense (New York, n. 1957)

## Psichiatri(1)
- Peter F. Buckley, psichiatra e scienziato statunitense

## Psicoanalisti(1)
- Peter Blos, psicoanalista tedesco (Karlsruhe, n. 1904 - Holderness, † 1997)

## Psicologi(1)
- Peter Fonagy, psicologo e psicoanalista ungherese (Budapest, n. 1952)

## Pugili(9)
- Peter Buckley, pugile inglese (Birmingham, n. 1969)
- Peter Corcoran, pugile irlandese (Athy, n. 1740 - † 1784)
- Peter Hussing, pugile tedesco (Brachbach, n. 1948 - Brachbach, † 2012)
- Peter Jackson, pugile australiano (Christiansted, n. 1861 - † 1901)
- Peter Jørgensen, pugile danese (Hillerød, n. 1907 - † 1992)
- Peter Konyegwachie, ex pugile nigeriano (Lagos, n. 1965)
- Peter McNeeley, ex pugile statunitense (Boston, n. 1968)
- Petey Scalzo, pugile statunitense (Brooklyn, n. 1917 - † 1993)
- Peter Sturholdt, pugile statunitense (Minnesota, n. 1885 - St. Louis, † 1919)

## Rapper(1)
- Chakuza, rapper austriaco (Linz, n. 1981)

## Registi teatrali(4)
- Peter Gill, regista teatrale, drammaturgo e direttore artistico gallese (Cardiff, n. 1939)
- Peter Sellars, regista teatrale statunitense (Pittsburgh, n. 1957)
- Peter Stein, regista teatrale tedesco (Berlino, n. 1937)
- Peter Wood, regista teatrale britannico (Colyton, n. 1925 - Batcombe, † 2016)

## Religiosi(1)
- Peter Wirth, religioso tedesco (Niederbreitbach, n. 1830 - Hausen, † 1871)

## Rugbisti a 13(1)
- Peter Williams, rugbista a 13 e rugbista a 15 britannico (Wigan, n. 1958)

## Rugbisti a 15(10)
- Peter Clohessy, ex rugbista a 15 irlandese (Limerick, n. 1966)
- Adrian Durston, ex rugbista a 15 britannico (Bridgend, n. 1975)
- Peter Grigg, ex rugbista a 15 australiano (Millaa Millaa, n. 1958)
- Peter Horne, rugbista a 15 britannico (Kirkcaldy, n. 1989)
- Peter O'Mahony, rugbista a 15 irlandese (Cork, n. 1989)
- Peter Richards, rugbista a 15 e allenatore di rugby a 15 inglese (Portsmouth, n. 1978)
- Peter Slattery, ex rugbista a 15 australiano (Brisbane, n. 1965)
- Peter Stringer, ex rugbista a 15 irlandese (Cork, n. 1977)
- Peter Wheeler, ex rugbista a 15 e dirigente sportivo britannico (Londra, n. 1948)
- Peter Winterbottom, ex rugbista a 15 e dirigente d'azienda britannico (Otley, n. 1960)

## Saltatori con gli sci(3)
- Peter Leitner, ex saltatore con gli sci tedesco occidentale (Oberstdorf, n. 1956)
- Peter Prevc, ex saltatore con gli sci sloveno (Kranj, n. 1992)
- Peter Žonta, ex saltatore con gli sci sloveno (Lubiana, n. 1979)

## Sassofonisti(1)
- Peter Brötzmann, sassofonista e clarinettista tedesco (Remscheid, n. 1941 - Wuppertal, † 2023)

## Scacchisti(2)
- Peter Biyiasas, scacchista canadese (Atene, n. 1950)
- Peter Heine Nielsen, scacchista danese (Holstebro, n. 1973)

## Sceneggiatori(8)
- Peter Buchman, sceneggiatore statunitense (n. 1967)
- Peter Craig, sceneggiatore e scrittore statunitense (Los Angeles, n. 1969)
- Peter Exacoustos, sceneggiatore e regista televisivo italiano (Roma, n. 1961)
- Peter Gould, sceneggiatore, regista e produttore televisivo statunitense (New York, n. 1948)
- Peter Morgan, sceneggiatore e drammaturgo britannico (Londra, n. 1963)
- Peter Nowalk, sceneggiatore e produttore televisivo statunitense (Point Pleasant)
- Peter Sheridan, sceneggiatore e drammaturgo irlandese (Dublino, n. 1952)
- Peter Straughan, sceneggiatore e drammaturgo britannico (n. 1968)

## Scenografi(3)
- Peter Farmer, scenografo britannico (Luton, n. 1936 - Worthing, † 2017)
- Peter Lamont, scenografo e direttore artistico britannico (Londra, n. 1929 - † 2020)
- Peter Young, scenografo britannico

## Schermidori(6)
- Peter Jacobs, ex schermidore britannico (Pinner, n. 1938)
- Peter Joppich, ex schermidore tedesco (Coblenza, n. 1982)
- Peter Lewison, ex schermidore statunitense (Port of Spain, n. 1961)
- Peter Lötscher, schermidore svizzero (Basilea, n. 1941 - † 2017)
- Peter Schifrin, ex schermidore statunitense (Los Angeles, n. 1958)
- Peter Westbrook, schermidore statunitense (St. Louis, n. 1952 - New York, † 2024)

## Sciatori alpini(25)
- Peter Aellig, ex sciatore alpino svizzero (n. 1956)
- Peter Bylund, ex sciatore alpino svedese (n. 1979)
- Peter Dodge, ex sciatore alpino e allenatore di sci alpino statunitense (n. 1954)
- Peter Duncan, ex sciatore alpino canadese (Sherbrooke, n. 1944)
- Peter Eigler, ex sciatore alpino tedesco (n. 1966)
- Peter Feyersinger, ex sciatore alpino austriaco (n. 1954)
- Peter Frei, ex sciatore alpino svizzero (Davos, n. 1946)
- Peter Jurko, ex sciatore alpino slovacco (Nová Lesná, n. 1967)
- Peter Kirby, ex sciatore alpino e bobbista canadese (Montréal, n. 1931)
- Peter Lakota, ex sciatore alpino sloveno (Kranj, n. 1937)
- Peter Mally, ex sciatore alpino italiano (n. 1958)
- Peter Monod, ex sciatore alpino canadese (n. 1958)
- Peter Müller, ex sciatore alpino svizzero (Lambach, n. 1957)
- Peter Namberger, ex sciatore alpino tedesco (n. 1963)
- Peter Olsson, ex sciatore alpino svedese (n. 1970)
- Peter Ristner, sciatore alpino svedese (n. 1944 - † 2022)
- Peter Rohr, ex sciatore alpino svizzero (n. 1945)
- Peter Runggaldier, ex sciatore alpino italiano (Bressanone, n. 1968)
- Peter Ruschp, sciatore alpino e allenatore di sci alpino statunitense (n. 1944 - † 2005)
- Peter Rzehak, ex sciatore alpino austriaco (Brixlegg, n. 1970)
- Peter Stehle, ex sciatore alpino tedesco (n. 1958)
- Peter Strodl, ex sciatore alpino tedesco (Garmisch-Partenkirchen, n. 1982)
- Peter Struger, ex sciatore alpino austriaco (n. 1982)
- Peter Wirnsberger, ex sciatore alpino austriaco (Vordernberg, n. 1958)
- Peter Wirnsberger II, sciatore alpino austriaco (Rennweg am Katschberg, n. 1968 - Altenmarkt im Pongau, † 1992)

## Sciatori nautici(1)
- Peter Lüscher, ex sciatore nautico e sciatore alpino svizzero (Romanshorn, n. 1956)

## Scrittori di fantascienza(2)
- Peter F. Hamilton, autore di fantascienza inglese (Rutland, n. 1960)
- P. Schuyler Miller, autore di fantascienza statunitense (Troy, n. 1912 - Isola di Blennerhassett, † 1974)

## Scultori(7)
- Peter Fishman, scultore e pittore russo (Kiev, n. 1955)
- Peter Flötner, scultore, orafo e intagliatore tedesco (Thurgau, n. 1490 - Norimberga, † 1546)
- Peter Hartmann, scultore svizzero (Amburgo, n. 1921 - Ginevra, † 2007)
- Peter Scheemakers, scultore fiammingo (Anversa, n. 1691 - Anversa, † 1781)
- Peter Verpoorten, scultore fiammingo (Fiandre - Roma, † 1659)
- Peter Anton von Verschaffelt, scultore fiammingo (Gand, n. 1710 - Mannheim, † 1793)
- Peter Vischer il Vecchio, scultore tedesco (Norimberga, n. 1455 - Norimberga, † 1529)

## Siepisti(3)
- Peter Kibet Lagat, siepista e mezzofondista keniota (n. 1992)
- Peter Koech, ex siepista, mezzofondista e maratoneta keniota (Kilibwoni, n. 1958)
- Peter Renner, ex siepista neozelandese (Mosgiel, n. 1959)

## Slittinisti(3)
- Peter Gschnitzer, ex slittinista italiano (Vipiteno, n. 1953)
- Peter Kretauer, ex slittinista austriaco (Liezen, n. 1947)
- Peter Penz, ex slittinista austriaco (Hall in Tirol, n. 1984)

## Sociologi(3)
- Peter Ludwig Berger, sociologo e teologo austriaco (Vienna, n. 1929 - Brookline, † 2017)
- Peter Roche de Coppens, sociologo, antropologo e psicoterapeuta svizzero (Vevey, n. 1938 - † 2012)
- Peter Stiegnitz, sociologo ungherese (Budapest, n. 1936 - Vienna, † 2017)

## Sollevatori(3)
- Pete George, sollevatore statunitense (Akron, n. 1929 - † 2021)
- Peter Immesberger, ex sollevatore tedesco occidentale (Kindsbach, n. 1960)
- Peter Wenzel, ex sollevatore tedesco orientale (Mohlis, n. 1952)

## Statistici(2)
- Peter Armitage, statistico britannico (Huddersfield, n. 1924 - Huddersfield, † 2024)
- Peter Jost Huber, statistico svizzero (Wohlen, n. 1934)

## Storici(17)
- Peter Paul Maria Alberdingk Thijm, storico e saggista olandese (Amsterdam, n. 1827 - Lovanio, † 1904)
- Peter Berglar, storico tedesco (Kassel, n. 1919 - Colonia, † 1989)
- Peter J. Bowler, storico britannico (n. 1944)
- Peter Brown, storico irlandese (Dublino, n. 1935)
- Peter Burke, storico britannico (Stanmore, n. 1937)
- Peter Charanis, storico e bizantinista greco (Lemno, n. 1908 - New Brunswick, † 1985)
- Peter Connolly, storico e illustratore britannico (n. 1935 - † 2012)
- Peter Green, storico, scrittore e traduttore britannico (Londra, n. 1924 - Iowa City, † 2024)
- Peter Heather, storico britannico (Irlanda del Nord, n. 1960)
- Peter Kaiser, storico e politico liechtensteinese (Mauren, n. 1793 - Coira, † 1864)
- Peter Longerich, storico tedesco (Krefeld, n. 1955)
- Peter Maurer, storico, politico e diplomatico svizzero (Thun, n. 1956)
- Peter Andreas Munch, storico norvegese (Christiania, n. 1810 - Roma, † 1863)
- Peter Neve, storico e architetto tedesco (Malente, n. 1929 - † 1994)
- Peter Partner, storico e giornalista britannico (Little Heath, n. 1924 - † 2015)
- Peter Heylyn, storico e teologo inglese (Burford, n. 1599 - Westminster, † 1662)
- Peter Salway, storico inglese (n. 1932)

## Surfisti(1)
- Peter Townend, surfista australiano (Bilinga, n. 1953)

## Taekwondoka(1)
- Peter Longobardi, taekwondoka britannico (n. 1995)

## Tastieristi(4)
- Peter Christopherson, tastierista, regista e designer inglese (Leeds, n. 1955 - Bangkok, † 2010)
- Peter Gordeno, tastierista e bassista britannico (Londra, n. 1964)
- Peter Keys, tastierista statunitense (Burlington, n. 1965)
- Pete Solley, tastierista, compositore e produttore discografico britannico (Londra, n. 1948 - Brattleboro, † 2023)

## Tennistavolisti(1)
- Peter Karlsson, tennistavolista svedese (Stenstorp, n. 1969)

## Tennisti(15)
- Peter Curtis, tennista britannico (Woking, n. 1945 - † 2019)
- Peter Doerner, ex tennista australiano (Sydney, n. 1950)
- Peter Doohan, tennista australiano (Newcastle, n. 1961 - Tulsa, † 2017)
- Peter Elter, ex tennista tedesco (Francoforte sul Meno, n. 1958)
- Peter Feigl, ex tennista austriaco (Vienna, n. 1951)
- Peter Fleming, ex tennista e allenatore di tennis statunitense (Chatham Borough, n. 1955)
- Peter Gojowczyk, ex tennista tedesco (Dachau, n. 1989)
- Peter Lundgren, tennista e allenatore di tennis svedese (Gudmundrå, n. 1965 - Hunnebostrand, † 2024)
- Peter McNamara, tennista e allenatore di tennis australiano (Melbourne, n. 1955 - Sonthofen, † 2019)
- Peter Nyborg, ex tennista svedese (Göteborg, n. 1969)
- Peter Pokorny, ex tennista austriaco (Graz, n. 1940)
- Peter Polansky, tennista canadese (North York, n. 1988)
- Peter Rennert, ex tennista statunitense (Great Neck, n. 1958)
- Peter Tramacchi, ex tennista australiano (Gympie, n. 1970)
- Peter Wessels, ex tennista olandese (Zwolle, n. 1978)

## Tenori(4)
- Peter Hofmann, tenore tedesco (Mariánské Lázně, n. 1944 - Selb, † 2010)
- Peter Pears, tenore inglese (Farnham, n. 1910 - Aldeburgh, † 1986)
- Peter Schreier, tenore e direttore d'orchestra tedesco (Meißen, n. 1935 - Dresda, † 2019)
- Peter Seiffert, tenore tedesco (Düsseldorf, n. 1954 - Schleedorf, † 2025)

## Teologi(5)
- Peter Annet, teologo inglese (Liverpool, n. 1693 - Londra, † 1769)
- Peter Hünermann, teologo e presbitero tedesco (Berlino, n. 1929)
- Peter Phan, teologo vietnamita (n. 1943)
- Peter Schwartz, teologo tedesco (Kaalen an der Eger - Budapest)
- Peter Wolff-Metternich zur Gracht, teologo e imprenditore tedesco (Worms, n. 1924 - Steinheim, † 2013)

## Tipografi(2)
- Peter Schöffer, tipografo tedesco (Gernsheim - Magonza, † 1503)
- Peter Schöffer il Giovane, tipografo tedesco (Magonza - Basilea, † 1547)

## Tiratori a segno(2)
- Peter Dolfen, tiratore a segno statunitense (Hartford, n. 1880 - East Longmeadow, † 1947)
- Peter Kohnke, tiratore a segno tedesco (Königsberg, n. 1941 - Bremervörde, † 1975)

## Tiratori a volo(1)
- Peter Wilson, tiratore a volo britannico (Dorchester, n. 1986)

## Triatleti(2)
- Peter Robertson, triatleta australiano (Melbourne, n. 1976)
- Peter Sandvang, ex triatleta danese (Hillerød, n. 1968)

## Triplisti(1)
- Peter O'Connor, triplista e lunghista britannico (Millom, n. 1872 - Waterford, † 1957)

## Truccatori(1)
- Peter Frampton, truccatore britannico (Londra, n. 1950)

## Tuffatori(1)
- Peter Waterfield, ex tuffatore britannico (Waltham Forest, n. 1981)

## Velisti(7)
- Peter Bjorn, velista canadese (Montréal, n. 1939)
- Peter Blake, velista neozelandese (Auckland, n. 1948 - Macapá, † 2001)
- Peter Burling, velista neozelandese (Tauranga, n. 1991)
- Peter Holmberg, velista americo-verginiano (Saint Thomas, n. 1960)
- Peter Jamvold, velista norvegese (Løten, n. 1896 - Oslo, † 1962)
- Peter Lang, velista danese (Vejle, n. 1989)
- Peter Mander, velista neozelandese (Christchurch, n. 1928 - Christchurch, † 1998)

## Velocisti(5)
- Peter Emelieze, velocista nigeriano (Lagos, n. 1988)
- Peter Matthews, velocista giamaicano (n. 1989)
- Peter Muster, ex velocista svizzero (n. 1952)
- Peter Norman, velocista australiano (Melbourne, n. 1942 - Williamstown, † 2006)
- Peter Radford, ex velocista britannico (Walsall, n. 1939)

## Vescovi cattolici(14)
- Peter Baldacchino, vescovo cattolico maltese (Sliema, n. 1960)
- Peter Joseph Baltes, vescovo cattolico tedesco (Ensheim, n. 1827 - Alton, † 1886)
- Peter Brown, vescovo cattolico neozelandese (Greymouth, n. 1947)
- Peter Forsyth Christensen, vescovo cattolico statunitense (Altadena, n. 1952)
- Peter Philipp von Dernbach, vescovo cattolico tedesco (Geisa, n. 1619 - Würzburg, † 1683)
- Peter Dubovský, vescovo cattolico slovacco (Rakovice, n. 1921 - Ivanka pri Dunaji, † 2008)
- Peter Hla, vescovo cattolico birmano (Hwary, n. 1952)
- Peter William Ingham, vescovo cattolico australiano (Crows Nest, n. 1941 - Wollongong, † 2024)
- Peter Joseph Jugis, vescovo cattolico statunitense (Charlotte, n. 1957)
- Peter Kohlgraf, vescovo cattolico tedesco (Colonia, n. 1967)
- Peter Anthony Libasci, vescovo cattolico statunitense (New York, n. 1951)
- Peter Michael Muhich, vescovo cattolico statunitense (Eveleth, n. 1961 - Rapid City, † 2024)
- Peter Quinn, vescovo cattolico australiano (Subiaco, n. 1928 - Bunbury, † 2008)
- Peter Paul Saldanha, vescovo cattolico indiano (Kinnigoli, n. 1964)

## Veterinari(1)
- Peter Charles Doherty, veterinario e immunologo australiano (Brisbane, n. 1940)

## Viaggiatori(1)
- Peter Mundy, viaggiatore inglese (Penryn - † 1667)

## Violinisti(1)
- Peter Oundjian, violinista e direttore d'orchestra canadese (Toronto, n. 1955)

## Wrestler(5)
- Justin Credible, ex wrestler statunitense (Waterbury, n. 1973)
- Pete Dunne, wrestler britannico (Birmingham, n. 1993)
- Billy Kidman, ex wrestler statunitense (Allentown, n. 1974)
- Taz, ex wrestler e commentatore televisivo statunitense (New York, n. 1967)
- Petey Williams, ex wrestler canadese (Windsor, n. 1982)

## Youtuber(1)
- Peter Oakley, youtuber britannico (Norwich, n. 1927 - Bakewell, † 2014)

## Zoologi(3)
- Peter Grubb, zoologo inglese (Ealing, n. 1942 - † 2006)
- Peter Ronald Messent, zoologo e saggista inglese (n. 1949)
- Peter Chalmers Mitchell, zoologo scozzese (Sheffield, n. 1864 - Glasgow, † 1945)

## Senza attività specificata(15)
- Peter Darling, ex ballerino e coreografo britannico (Londra, n. 1963)
- Peter Fechter, tedesco (Berlino, n. 1944 - Berlino Est, † 1962)
- Peter Feigl, austriaco (Berlino, n. 1929)
- Peter Lankhorst, ex politico olandese (Zwolle, n. 1947)
- Peter di Hannover (n. 1713 - Berkhamsted, † 1785)
- Peter Plogojowitz, serbo († 1725)
- Peter Saville, grafico e direttore artistico britannico (Manchester, n. 1955)
- Peter Skinner, ex politico britannico (Oxford, n. 1959)
- Peter Steinmann, ex pentatleta svizzero (n. 1962)
- Peter To Rot, papuano (Rakunai, n. 1912 - Vunaiara, † 1945)
- Peter Tsai, ingegnere chimico taiwanese (Distretto di Qingshui, n. 1952)
- Peter de Villiers, allenatore di rugby a 15 e ex rugbista a 15 sudafricano (Paarl, n. 1957)
- Peter Watts, tecnico del suono britannico (Bedford, n. 1946 - Londra, † 1976)
- Peter Wright, ex ballerino, coreografo e direttore artistico britannico (Londra, n. 1926)
- Peter Vitus von Quosdanovich, feldmaresciallo austriaco (Žumberak, n. 1738 - Vienna, † 1802)